# Commissaire Jeudy
Les enquêtes du commissaire Jeudy sont l’une des rares incursions d’André-Paul Duchâteau dans Pilote. 
Créées par Duchâteau et Parras en 1967, elles seront fugacement poursuivies par Clavé, notamment dans Superpocket Pilote jusqu’en 1970.

## Historique
Au numéro 1 de Pilote apparait le personnage de l’Inspecteur Robillard présenté par Pierre Bellemare et dessiné par Moallic. Le concept est simple : on présente sur une page une énigme dessinée et c’est au lecteur de trouver le
coupable. La solution étant donnée quelques pages plus loin.
Après une centaine d’enquêtes entre 1959 et 1962, ces jeux sont abandonnés. Moallic reprendra l’idée en 1969 dans Pif Gadget avec son inspecteur Ludovic.
Toujours est-il qu’en 1967, Le Journal du dimanche entend surfer sur le succès d’Astérix et demande à Dargaud de lui concevoir un supplément de bandes dessinées. Ce magazine était vendu séparément du journal, certes pour un prix modique (0,50 F) mais, à deux exceptions près, ne proposait que des reprises. L’aventure s’arrêta au bout de 24 numéros sans avoir réellement trouvé son lectorat. Dans ces deux exceptions figurait une création de Greg, Haineux Gordien, et Les enquêtes du Commissaire Marin, scénarisées par Duchâteau et dessinées par Parras.
L’histoire exposait une enquête d’une planche sous une forme de bande dessinée, la solution étant parfois indiquée à l’envers en fin de page, parfois plus loin dans le journal. 
La disparition du l’Illustré du Dimanche entraîna le passage du Commissaire Marin dans Pilote qui profitant du déménagement changea son nom en Jeudy. À noter que Parras donna au commissaire les traits de Lino Ventura. Soulignons que peu de temps avant l’arrivée du commissaire dans les pages de l’hebdomadaire, Pilote avait lancé deux courtes séries dont le principe était de présenter une histoire complète en six pages, charge au lecteur de trouver le ou les coupables, la clé de l’énigme étant donnée en page de solution des jeux.
Au no 285 (1965) débute une nouvelle série intitulée Yves Malart et signée Bielsa. Le héros résoudra ainsi cinq enquêtes. Parallèlement en 1966 et 1967 paraîtront quatre enquêtes de Jacques Arcier créées par F. Nusselein et dessinées par Pascal.

## Publications dans Pilote
Sauf indication contraire tous les dessins sont d’Antonio Parras.
1967
- 425 : Échec et mat
- 427 : L’argent n’a pas d’odeur

1968
- 428 : En toutes lettres
- 429 : S.O.S. au téléphone
- 431 : Coups de feu dans la nuit
- 432 : Guillotine pour assassin
- 434 : Menaces de mort
- 435 : Alibi pour Cheribibi
- 442 : Troisième étage appartement D
- 443 : Alphabet morse
- 444 : Allo, allo, ici l’assassin
- 445 : Chaussures à son pied
- 447 : Documents à vendre
- 449 : Combat singulier
- 450 : S.O.S. : hold–up
- 451 : Le coup du père François
- 452 : Chasse à l’homme
- 458 : Pour solde de tout compte
- 460 : Échec au chèque
- 463 : Station-service
- 468 : Sans titre
- 474 : Ciné–meurtre
- 476 : L’alibi est sur le feu

1969
- 479 : Contre–chant
- 482 : Ombre chinoise
- 492 : Loup où es–tu ? (dessins de Clavé)
- 494 : Comme une lettre à la poste (dessins de Clavé)
- 503 : Fautes de frappe (dessins de Clavé)
- 510 : Aveux complets

## Publications dansSuperPocket Pilote
Il semblerait a priori que Clavé soit seul aux commandes. À noter que le Commissaire est redevenu pour l’occasion Inspecteur.
1. 6 -1969

- 1 : Témoin à charge
- 2 : Photo flash

1. 7 -1970

- 3 : A vue de nez
- 4 : Ici l’on pêche

1. 8 -1970

- 5 : Auto destruction

## Publications dansL’Illustré du Dimanche(1967)
Tous les dessins sont d’Antonio Parras.
1. Dictée pour suspects
2. Crime par –5
3. Sincères condoléances
4. Danger : poison
5. Fric–frac au cric–crac
6. Quand le vin est tiré
7. Vol de nuit
8. Drame en deux tableaux
9. Fric–frac au cric–crac
10. Quand le vin est tiré
11. A couteaux tirés
12. Signé : le mort
13. Les dents longues
14. Règlement de comptes
15. Panique à l’hôtel
16. Peinture au pistolet
17. Les dents longues
18. Témoignages contradictoires
19. Message chiffré
20. Le roi du couscous
21. Le mystère de la péniche
22. A tombeau ouvert
23. Série noire
24. Testament à clef